# Zumpahuacán
Zumpahuacán es una ciudad y municipio en el Estado de México. 

## Toponimia
El nombre “Zumpahuacán” proviene de la lengua Nahuatl "Tzompahuacán". Tzompahuacán significa "lugar del madroño" (Árbol de colorín en español).
Existe otra voz indígena que nos denomina Tzompantitlán, Tzompantli: "árbol de colorín" y Titlan: "entre los colorines", refiriéndose a que en este lugar abunda este árbol. También se dice Zumpahuacán, Tzompahuacan: "lugar que tiene" y Zompantli que significa "Para guardar los cráneos de los sacrificados". El principal signo de bienvenida al entrar en el municipio utiliza esta última interpretación.

## Ubicación
Zumpahuacán forma parte del Estado de México, y se encuentra dentro de la zona montañosa conocida como falla del paralelo 19° de latitud norte, es decir en el centro de la República es la cabecera municipal del mismo. al sur colinda con parte del Estado de Morelos y municipio de Malinalco hacia-- el norte con el municipio de Tenancingo, al este con Malinalco al oeste con Villa Guerrero y Tonatico.
Se ubica geográficamente entre los paralelos 99º27'51" y 99º37'32" de longitud oeste, 18º41'35" y 18º55'22" latitud norte, pertenece para efectos administrativos al VII distrito rentístico y judicial con cabecera en Tenancingo.
El municipio forma parte de la región económica VI, con cabecera en Coatepec Harinas. La cabecera municipal se localiza a los 18º51'30" de latitud norte y a los 9º36'08" de longitud oeste del Meridiano de Greenwich.

## Organización social
La organización social de este municipio está basado en barrios y comunidades de los cuales 8 barrios conforman la cabecera municipal (La Ascensión, San Miguel, San Mateo, San Agustín, Santa Ana, San Juan, La Cabecera y San Pedro)estos barrios están conformados por mesas que designan entre los habitantes de cada barrio, los puestos designados son delegados, tesoreros, escrutadores, secretarios, de las de más comunidades se desconoce la organización

## Clases
La clase social que predomina es la clase campesina, ya que la mayoría de las personas son de escasos recursos y solo sobreviven alquilándose como jornaleros. la ganadería es muy escasa ya que el entorno y los recursos naturales de este municipio son limitados y no propicios para este tipo de industria. Otro factor que influye al no desarrollo de este municipio es el analfabetismo y la baja escolaridad de sus habitantes, siendo el municipio con menos desarrollo social y humano del Estado de México de los 125 municipios, Zumpahuacan ocupa el último lugar en cuanto desarrollo, las empresas que proporcionaban un poco de trabajo aunque mal pagado han ido quebrando y cerrando obligando a muchos pobladores a emigrar a otras partes ya sea una ciudad cercana o a Estados Unidos.

## Atractivos Culturales y Turísticos
Monumentos Históricos
Las construcciones más representativas de este tipo de arquitectura son los templos, y las capillas. Los más bellos ejemplos son los templos de la Natividad de María Santísima, el de San Gaspar y el de San Pablo Tejalpa.
Fiestas, Danzas y Tradiciones
En lo que se refiere a las danzas, se practican las siguientes: Moros y cristianos, Tecuanes, Becerros, Milperos, Pastoras, Guarines, Las Locas y La Mojiganga.
Música
Zumpahuacán ha sobresalido a nivel local, estatal y nacional en lo que se refiere a música y danza.
En el municipio hay 14 bandas de música, entre ellas podemos mencionar las siguientes: La Perrona San Pablo, La Nueva Zultanita, La Nueva Tierra, Los Chicos de la Tierra Nueva, El Recuerdo, El Colorín, Cardenales, La Santa Cecilia, Azar de Limón, etc. Hay algunos Grupos Norteños como son Golpazo Norteño, Adicción Norteña, Primicia del Rancho, entre otros, quienes celebran su fiesta el 22 de noviembre día de Santa Cecilia; 2 conjuntos de música tropical moderna; una orquesta compuesta de 3 elementos (guitarra, violín y trompeta), y un grupo de mariachi y Existen varias Agrupaciones Musicales de Rondalla.
Danzas
Existen diferentes danzas en el Municipio de Zumpahuacán como son los Tecuanes, Los Becerreros, etc. También existe una danza originaria del Municipio llamada los Milperos.

## Religión
La mayoría de la población profesa la religión católica pero en las últimas fechas se nota la existencia de grupos protestantes.
La religión católica es la religión oficial del municipio.[cita requerida].